# Depressione d'Islanda

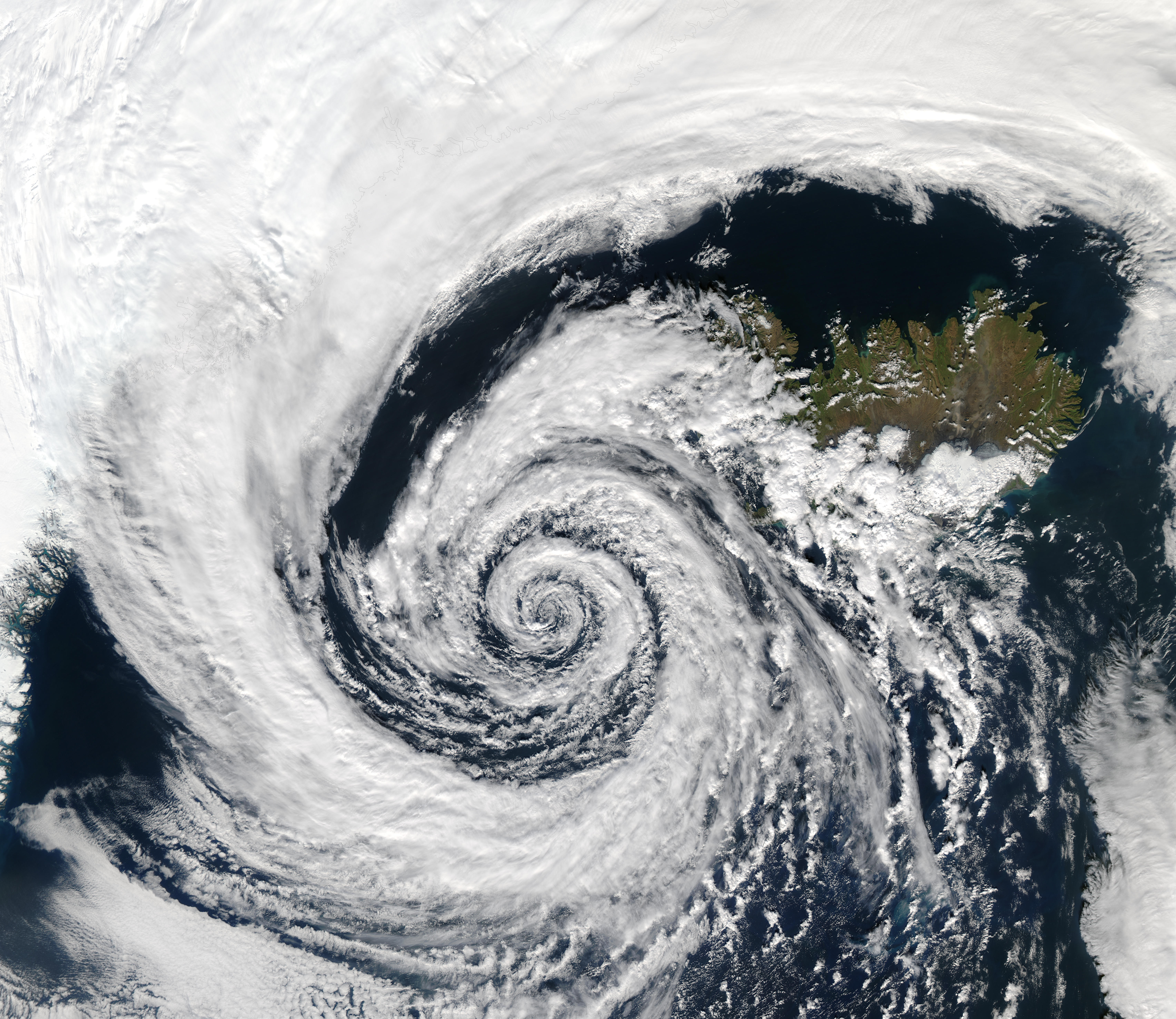
Ciclone sull'Islanda fotografato il 4 settembre 2003.

In meteorologia la depressione d'Islanda, detta anche ciclone subpolare, è un'area di bassa pressione che si forma/staziona in modo semi permanente nell'Oceano Atlantico settentrionale, presso l'omonima isola. La sua gemella sull'Oceano Pacifico settentrionale è la depressione delle Aleutine, che staziona in modo quasi permanente sulle isole omonime, situate a ovest dell'Alaska.

## Descrizione

### Effetti sul tempo meteorologico
L'area ciclonica è uno dei centri motori delle perturbazioni di origine atlantica che raggiungono il continente europeo; con la sua azione condiziona, pertanto, il clima e le condizioni meteorologiche di una vasta area dell'emisfero boreale.
La sua posizione, a sud del vortice polare, può variare nelle singole stagioni, pur rimanendo comunque generalmente compresa tra il 55º e il 70º parallelo nord, mentre a livello longitudinale i limiti rientrano tra l'11º meridiano est e il 61° ovest, con valori minimi di pressione oscillanti mediamente, al centro del vortice, tra i 990 e i 1000 hPa: mentre i valori isobarici minimi vengono solitamente registrati in inverno, quelli massimi tendono a registrarsi in primavera.
Non è infrequente la fusione, seppur temporanea, tra la bassa pressione d'Islanda e il vortice polare in un'unica grande area depressionaria. In tal caso, la saccatura ciclonica tende a far assumere la disposizione meridiana al suo asse maggiore, con un affondo in direzione nord-sud. Tale disposizione può determinare l'incremento dell'intensità del flusso zonale della corrente a getto lungo i bordi settentrionali della precedente e della seguente area di alta pressione, tendendo a favorire, attraverso il processo di cut off, il distacco e l'isolamento dell'estremità meridionale della struttura vorticosa.
La struttura ciclonica della depressione d'Islanda può uscire temporaneamente dallo scenario meteorologico, in presenza di un'espansione dell'anticiclone delle Azzorre verso latitudini molto settentrionali; in tal caso, la depressione può spostarsi verso ovest in pieno oceano con movimento retrogrado, oppure essere spinta ulteriormente verso nord dalla risalita anticiclonica, fino a diventare parte integrante del vortice polare.

### Variabilità decennali
Mentre la sua intensità è rimasta costante nel tempo, la posizione, pressoché immutata negli ultimi due secoli, ha subito invece un lieve spostamento del minimo verso sud-ovest tra il 1870 e il 1890 e tra il 1910 e il 1930.
Ulteriori lievi spostamenti verso sud si sono registrati nelle stagioni invernali comprese tra il 1949 e il 1971, per poi tornare gradualmente alla posizione originaria dal 1982 in poi.
Più significativo risulta invece lo spostamento verso est nella stagione estiva, che ha avuto inizio dal 1972 in poi.

### Indice NAO (North Atlantic Oscillation)

L'andamento degli indici NAO annuali a partire dal 1823